# River Bela
Der River Bela ist ein kurzer Fluss in Cumbria, England. Bis 1974 lag der Fluss in Westmorland.
Der Fluss entsteht durch den Zusammenfluss von Peasy Beck und Stainton Beck bei Overthwaite östlich von Milnthorpe. Der Bela fließt in einem Bogen südlich um  Milnthorpe und mündet in den Mündungstrichter des River Kent.
Im Zweiten Weltkrieg befand sich ein Kriegsgefangenenlager am River Bela (54° 12′ 56,4″ N, 2° 44′ 51,1″ W). Das Lager wurde später in ein Gefängnis umgewandelt.